# 加拉帕戈斯裸臀鯙
加拉帕戈斯裸臀鯙，又稱輻鰭魚綱鰻鱺目鯙亞目鯙科的其中一種，分布於東太平洋區，從加利福尼亞灣至哥倫比亞海域，棲息深度可達25公尺，體長可達14公分，棲息在沙石底質海域，屬肉食性，生活習性不明。

## 擴展閱讀
維基物種上的相關：加拉帕戈斯裸臀鯙